# التا (شهر)
التا (شهر) (به لاتین: Alta (town)) یک منطقهٔ مسکونی در نروژ است که در نروژ شمالی واقع شده‌است.

## خصوصیات
التا ۱۰٫۵۵ کیلومترمربع مساحت و ۱۴٬۴۳۹ نفر جمعیت دارد و ۶۰ متر بالاتر از سطح دریا واقع شده‌است.

## نگارخانه

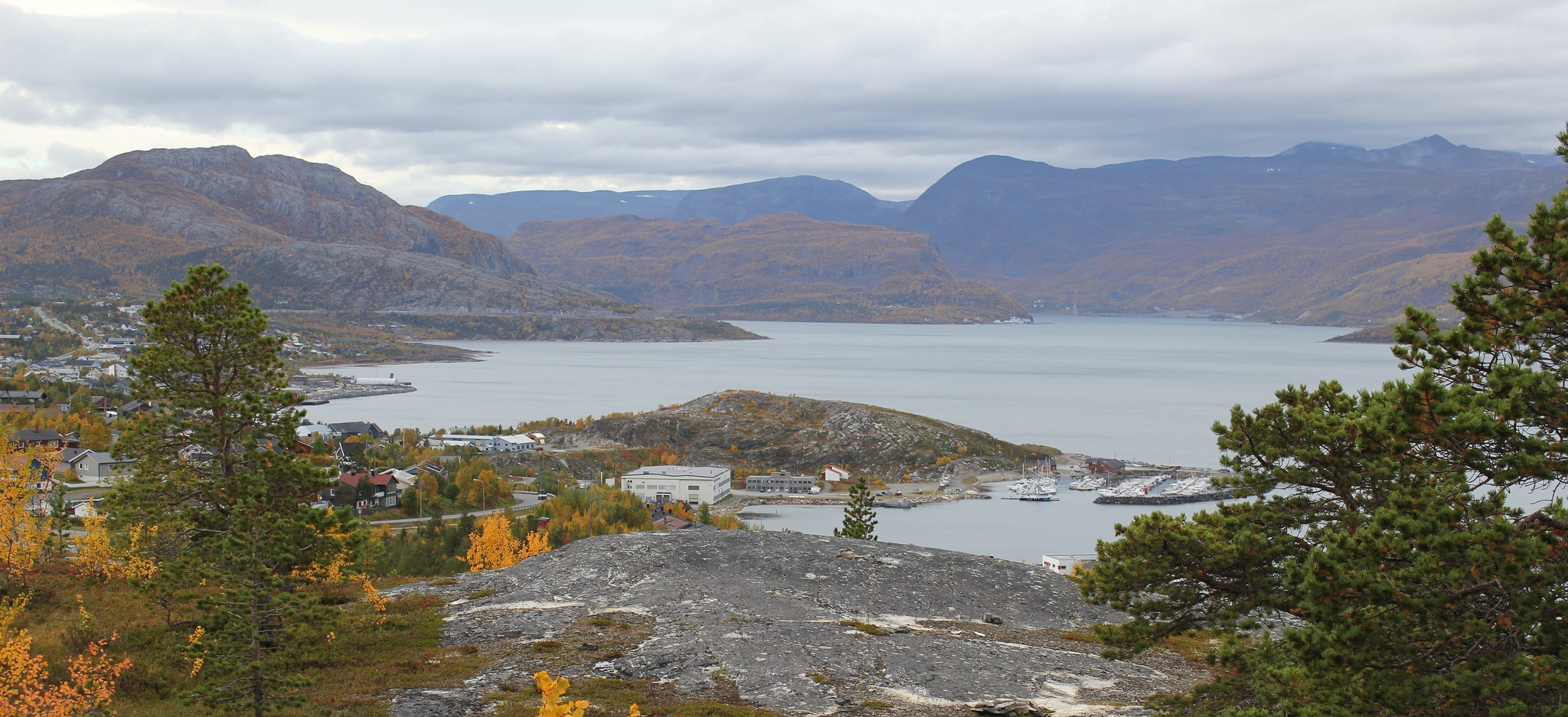
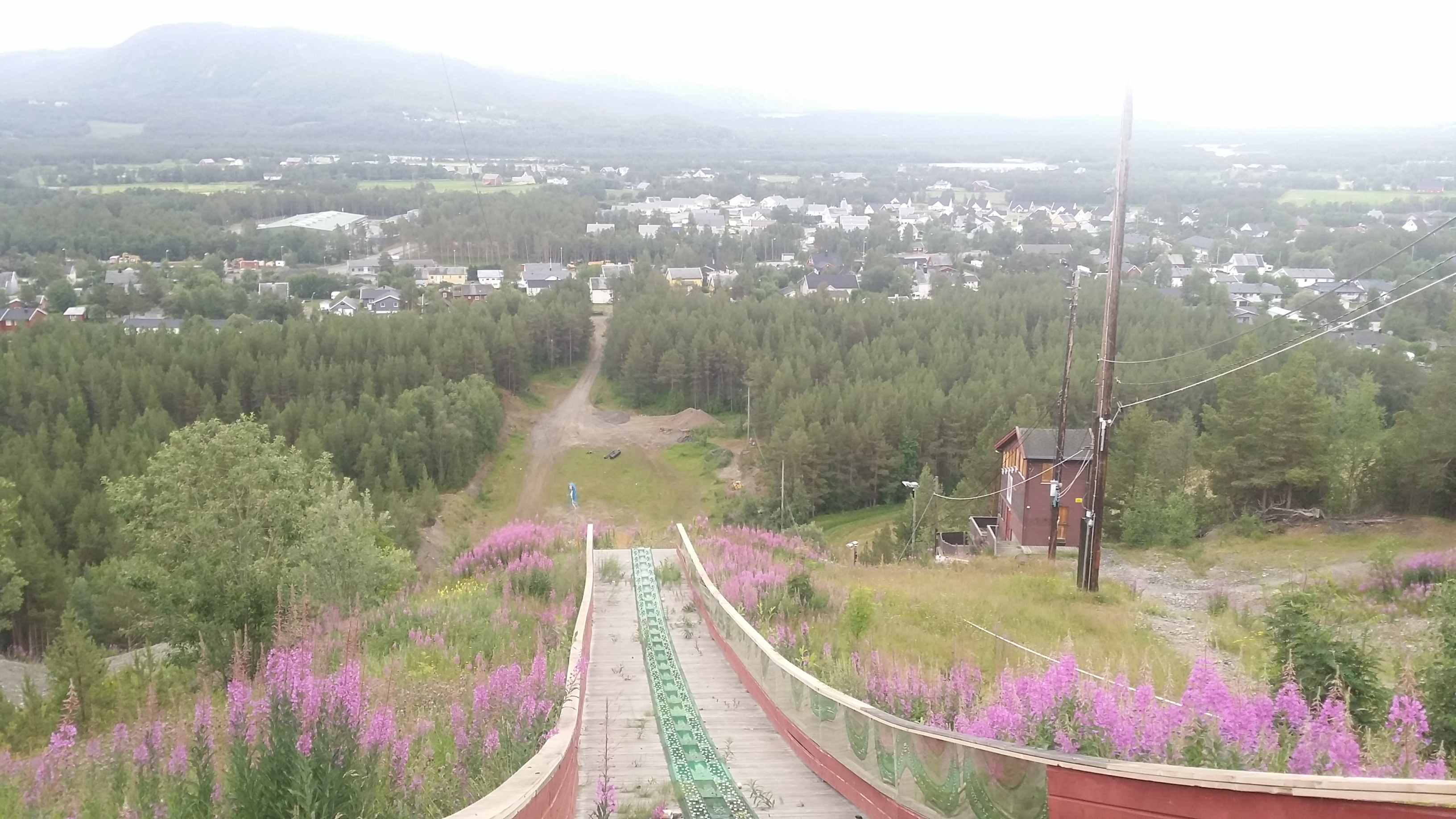
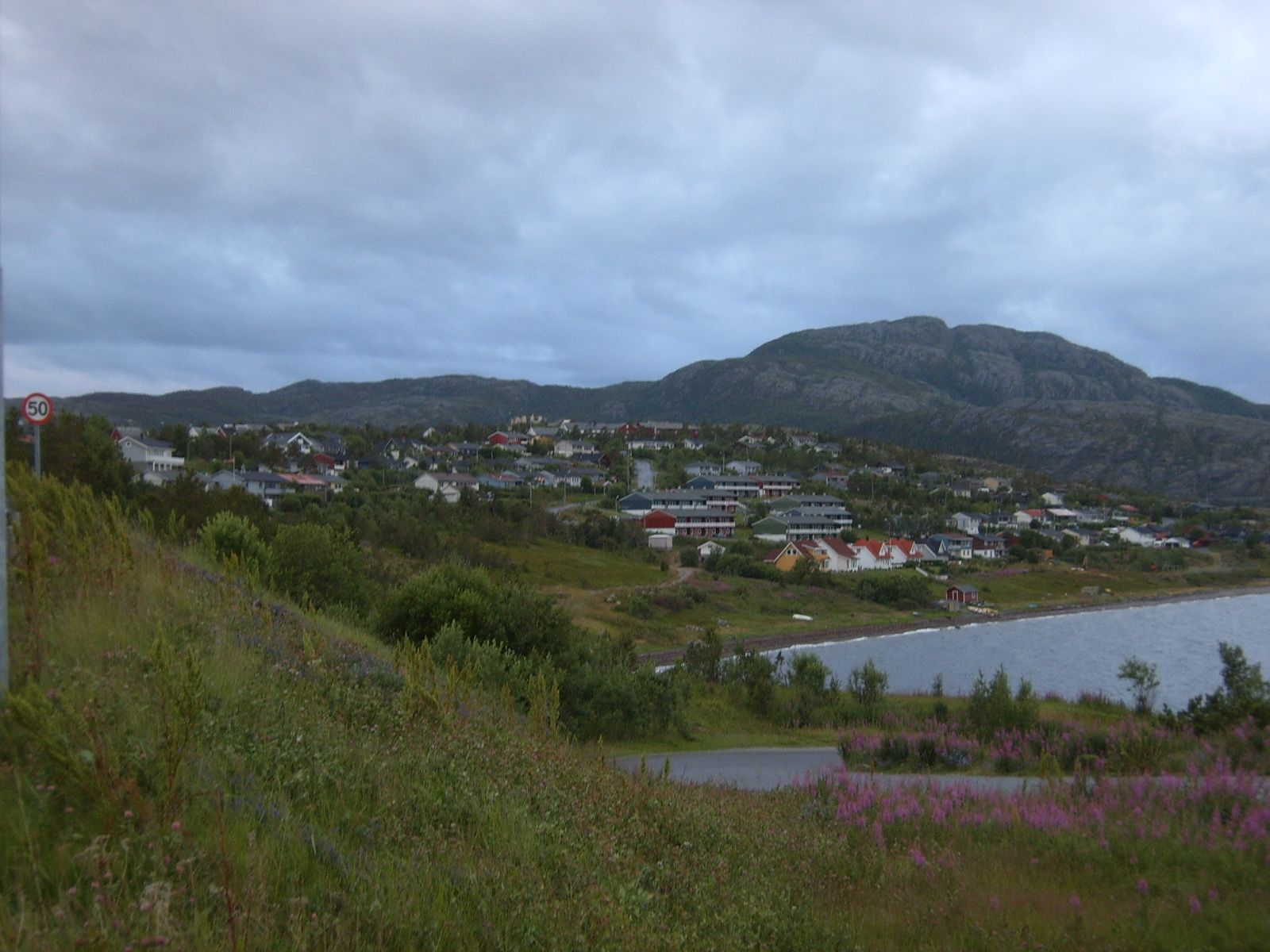
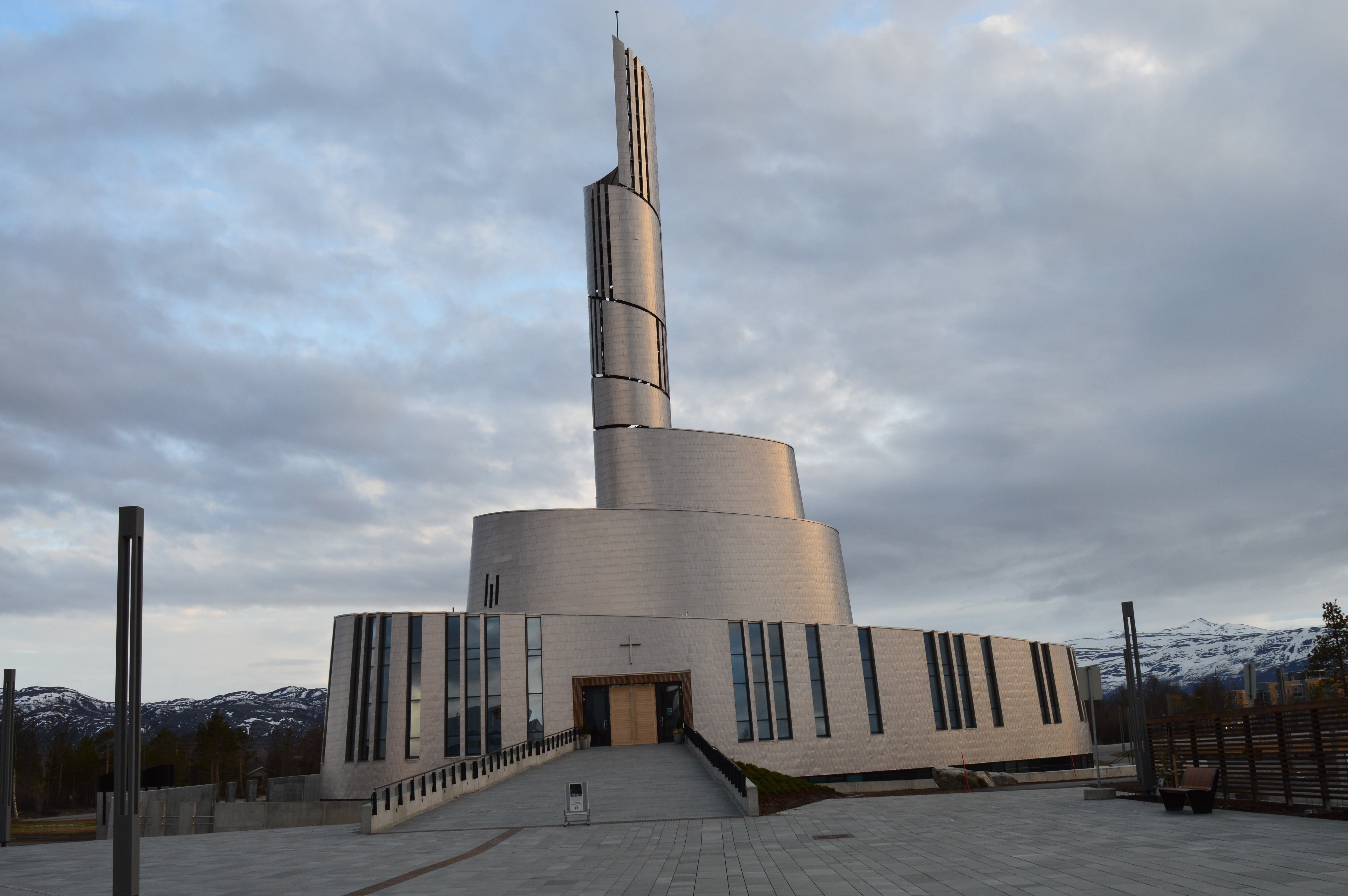
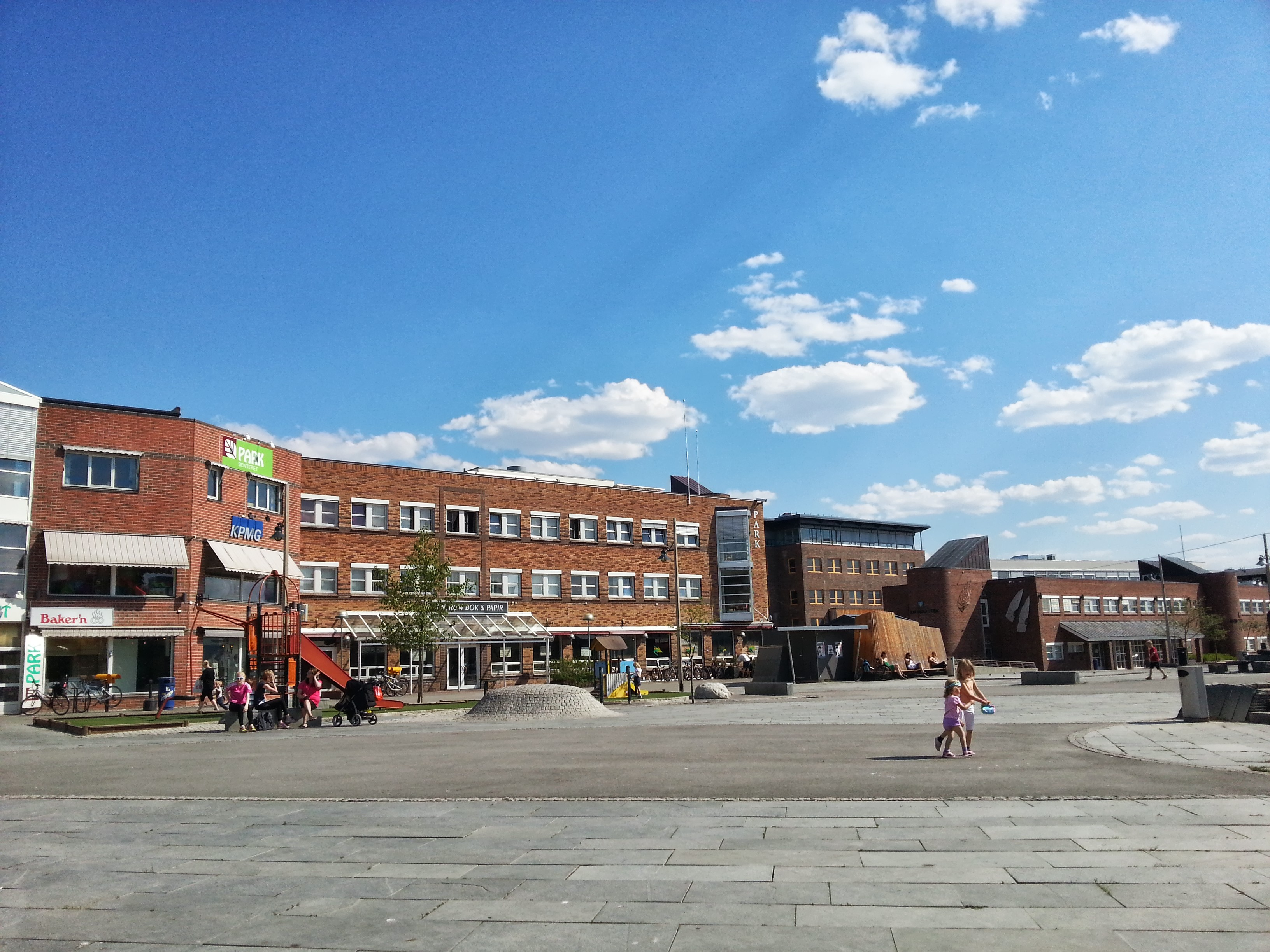
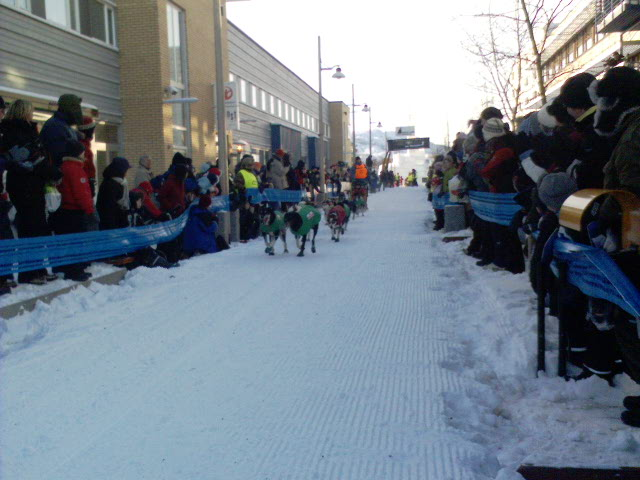
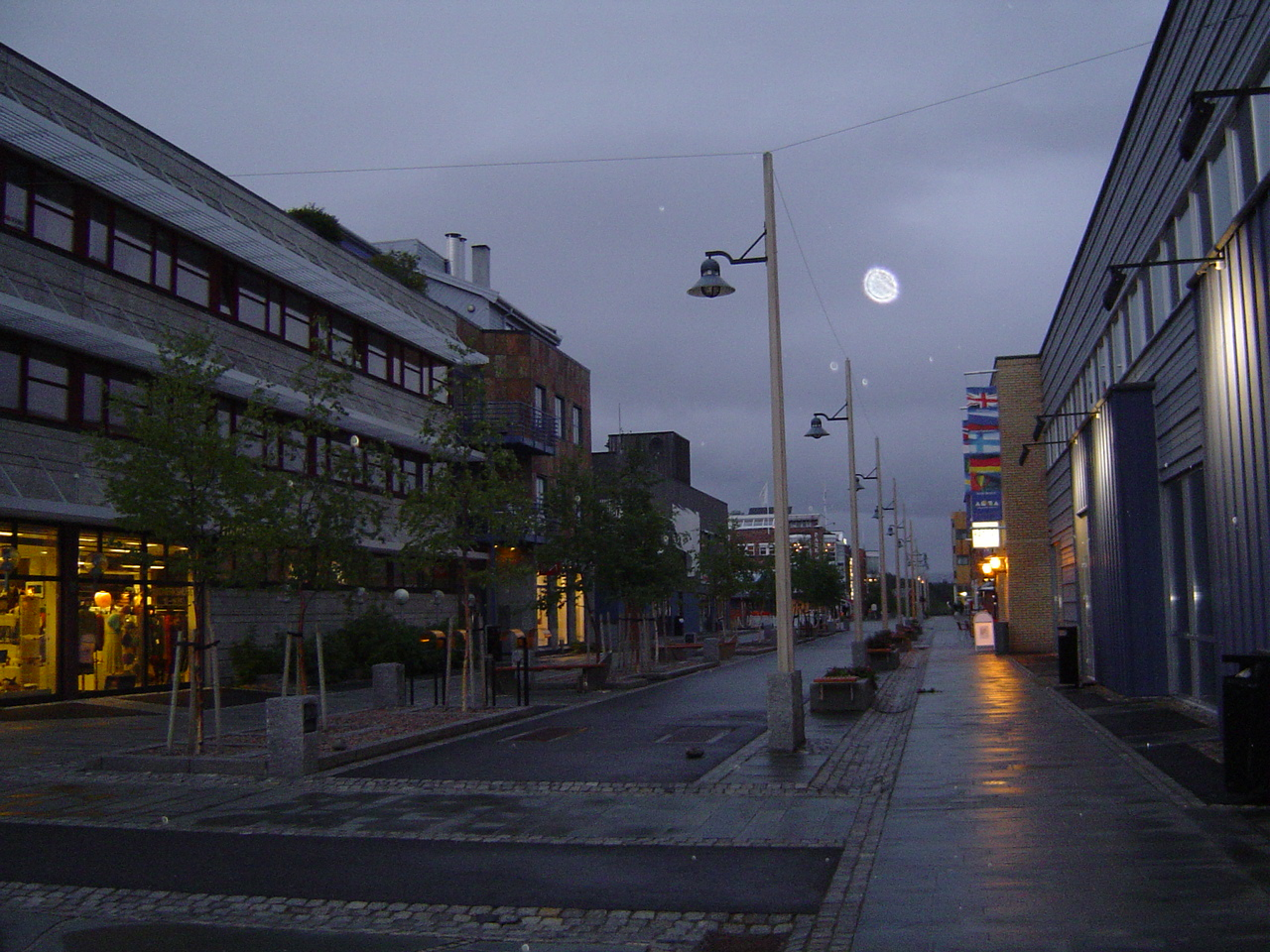
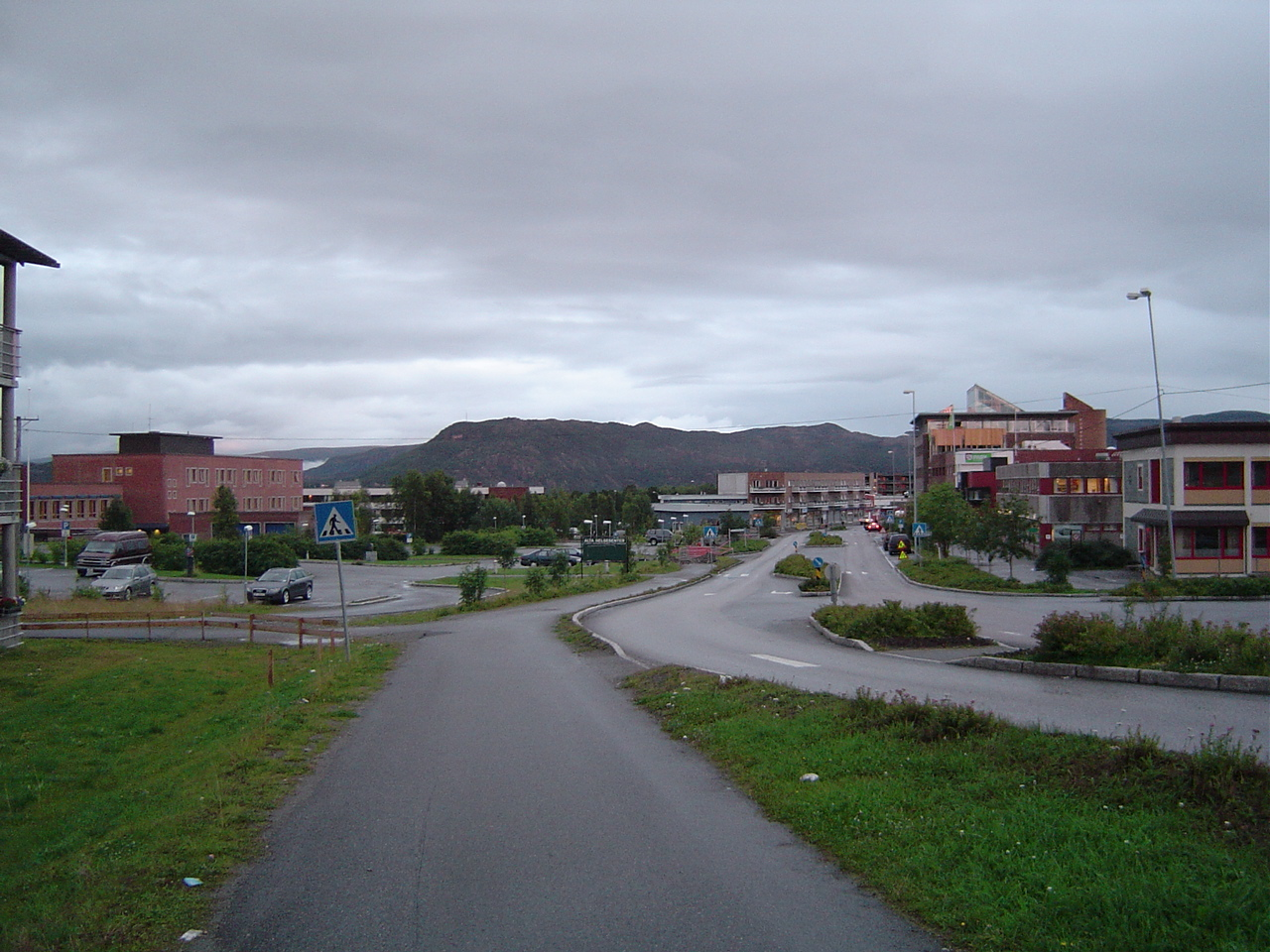